# Ahold
Die Koninklijke Ahold NV (deutsch: Königliche Ahold) ist ein niederländischer Konzern mit Sitz in Amsterdam. Er ist einer der weltweit größten Betreiber von Supermarktketten und beschäftigte 2022 rund 250.000 Mitarbeiter.

## Geschichte
Der Ursprung des Konzerns geht auf ein am 27. Mai 1887 von Albert Heijn in Oostzaan gegründetes Lebensmittelgeschäft zurück. Heute ist Ahold neben den Niederlanden auch in Spanien, Portugal, Polen, Tschechien, der Slowakei und den USA aktiv.
Unter Leitung der Enkel des Gründers Albert und Gerrit Jan Heijn hatte das Unternehmen weiterhin einen signifikanten Einfluss auf den Lebensmitteleinzelhandel in den Niederlanden in den folgenden vier Jahrzehnten. Es war einer der Pioniere bei der Einführung von Selbstbedienungsmärkten. Daneben hat das Unternehmen Eigenmarken entwickelt und den Bereich auf Non-Food-Artikel ausgedehnt. Es beeinflusste die kulinarische Entwicklung des Landes, popularisierte Produkte wie Wein, Sherry und Kiwis, leistete einen Beitrag zur Einführung des Kühlschranks in niederländischen Haushalten und führte die Verbraucher an Convenience-Produkte wie Fertiggerichte und Tiefkühlpizza heran.
„Albert Heijn“ stieg in dieser Zeit zur größten Supermarktkette in den Niederlanden auf und expandierte in Spirituosen-Läden sowie Gesundheits- und Schönheitspflege in den 1970er Jahren. Im Jahr 1973 änderte die Holding ihren Namen in „Ahold“, die Abkürzung für „Albert Heijn Holding“.

### Internationale Expansion

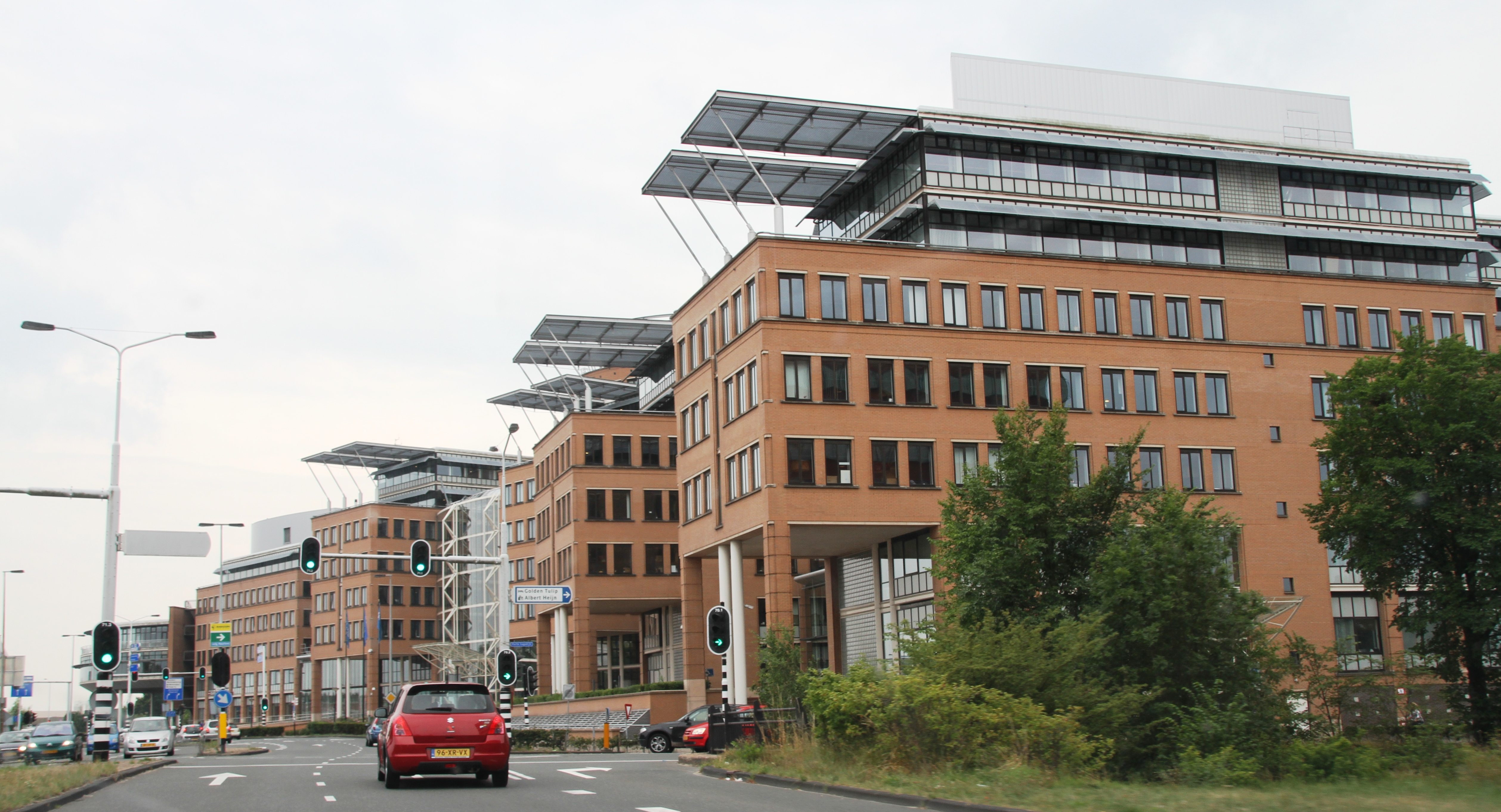
Unternehmenszentrale Zaandam

In der Mitte der 1970er Jahre begann die Firma durch den Erwerb von Unternehmen in Spanien und den USA international zu expandieren. Im Rahmen eines neuen Führungsteams, das zum ersten Mal nicht aus Mitgliedern der Familie Heijn bestand, beschleunigte das Unternehmen sein Wachstum durch Akquisitionen in der zweiten Hälfte der 1990er Jahre in Lateinamerika, Mitteleuropa und Asien.
Ahold N.V. erhielt von der niederländischen Königin Beatrix im Jahr 1987 die Bezeichnung „Königlich“, als Auszeichnung für ein Unternehmen, das seit 100 Jahren „ehrenhaft“ betrieben wurde. Im selben Jahr wurde Gerrit Jan Heijn, Ahold Executive und der einzige Bruder von Albert Heijn, entführt und ermordet.
Seit 1991 werden in Tschechien die Albert-Supermärkte betrieben (vormals unter dem Namen Mana).
Im November 1998 übernahm Ahold von Allkauf die Märkte Krakau und Tychy in Polen.
2003 kam Ahold durch einen Bilanzskandal ins Gerede, als bei der Tochter U.S. Foodservice und der argentinischen Tochter Disco Unregelmäßigkeiten in den Büchern für 2001 und 2002 bekannt wurden. Der Skandal führte zum Rücktritt des Vorstandsvorsitzenden van der Hoeven, der durch den ehemaligen IKEA-Manager Anders Moberg ersetzt wurde. Als Teil der Sanierung verkaufte Ahold 2004 seine US-amerikanischen Supermarkt-Töchter BI-LO und Bruno's an den Finanzinvestor Lone Star, beide Unternehmen mussten 2009 Insolvenz anmelden.
Im Mai 2007 verkaufte der Konzern sein US-Cateringgeschäft U.S. Foodservice für 5 Milliarden Euro an die Beteiligungsgesellschaften Clayton, Dubilier & Rice und KKR. Foodservice verbuchte im Jahr zuvor mit seinen 27.000 Beschäftigten einen Umsatz von 15 Milliarden Euro und trug damit rund ein Drittel zu den Einnahmen des gesamten Konzerns bei. Ebenfalls 2007 trat Anders Moberg zurück. Nachfolger wurde der Brite John Rishton, der 2011 als CEO zu Rolls-Royce wechselte. Dick Boer übernahm 2011 den Vorstandsvorsitz.

### Fusion mit Delhaize
Im Juni 2015 gaben Ahold und der belgische Lebensmittelhändler Delhaize Group ihre Absicht eines Zusammenschlusses bekannt. Am 15. Januar 2016 wurde das Vorhaben beim Handelsgericht Brüssel offiziell angemeldet. Die Unterzeichnung des Fusionsvertrags erfolgte nach Zustimmung der Aktionäre und Wettbewerbsbehörden am 23. Juli 2016. An der Muttergesellschaft der fusionierten Konzerne mit Namen Ahold Delhaize und Sitz in den Niederlanden hält Ahold 61 % der Anteile.

## Vertriebslinien
Vereinigte Staaten
- Food Lion 1,108 Filialen in den USA
- The Giant Company (1981) 193 Filialen in den USA
- Giant (1998) 165 Filialen in den USA
- Fresh direct
- Hannaford Brothers Company 185 Filialen in den USA
- Martin’s (Tochter von Giant-Carlisle)
- Peapod (2000)
- Stop & Shop (1995) 400 Filialen in den USA

Europa
- Albert (1991) 335 Filialen in der Tschechischen Republik
- albert.nl
- Albert Heijn 1228 Filialen in den Niederlanden und Belgien[10]
- Alfa Beta Vassilopoulos (Alfa Beta) 632 Filialen in Griechenland
- Delhaize 830 Filialen in Belgien und Luxemburg
- Delhaize Serbia  956 Filialen in Serbien
- bol.com (2012 übernommen) mehr als 51.000 Handelspartner[10]
- Etos (1973) 522 Filialen in den Niederlanden[10]
- Gall & Gall 603 Filialen in den Niederlanden[10]
- Hypernova (2001, in der Slowakei)
- Mega Image 956 Filialen in Rumänien
- Pingo Doce, zweitgrößte Supermarktkette in Portugal, 1980 von Jerónimo Martins gegründet, seit 1992 von JMR betrieben, einem Joint-venture, an dem Ahold 49 % hält.